# Stazione di Warnemünde
La stazione di Warnemünde è una delle stazioni ferroviarie della città tedesca di Rostock. Serve la località balneare di Warnemünde, sulla costa del mar Baltico.

## Servizi
La stazione dispone di:
- Biglietteria a sportello
- Biglietteria automatica
- Sala d'attesa
- Accessibilità per disabili
- Deposito bagagli
- Negozi
- Ufficio oggetti smarriti
- Bar
- Servizi igienici
- Parcheggi biciclette
- Parcheggi di scambio
- Accesso al porto crocieristico e ai traghetti per Hoe Düne
- Fermata autobus
- Stazione taxi